# Guizhou Football Club
Maillots
Le Guizhou Football Club (en chinois : 贵州足球俱乐部), plus couramment abrégé en Guizhou FC, était un club chinois de football fondé en 2005 et basé dans la ville de Guiyang, dans la province du Guizhou.

## Historique

### Repères historiques
- 2005 : fondation du club sous le nom de Guizhou Zhicheng
- 2016 : le club est renommé Guizhou Hengfeng Zhicheng
- 2018 : le club est renommé Guizhou Hengfeng
- 2021 : le club est renommé Guizhou FC

### Histoire
Il dispute sa première saison en Chinese Super League lors de la saison 2017.

## Palmarès et résultats

### Palmarès
| Compétitions nationales | Compétitions internationales |
| - Championnat de Chine de deuxième division : - Vice-champion : 2016. - Championnat de Chine de troisième division (1) : - Champion : 2012. | - Néant                      |

### Classements en championnat
La frise ci-dessous résume les classements successifs du club en championnat depuis la saison 2008.

## Personnalités du club

### Présidents
- Wen Xiaoting

### Entraîneurs
Le tableau suivant présente la liste des entraîneurs du club depuis 2011.
| Rang | Nom          | Période            |
| ---- | ------------ | ------------------ |
| 1    | Wang Fang    | 2008               |
| 2    | Wang Haifang | 2011 - 3 juin 2011 |
| 3    | Zhang Ning   | 3 juin 2011 - 2011 |
| 4    | Yuan Yi      | 2011 - 27 mai 2013 |
| 5    | Arie Schans  | 28 mai 2013 - 2014 |

| Rang | Nom               | Période                        |
| ---- | ----------------- | ------------------------------ |
| 6    | Zhang Jun         | 2014 - 31 décembre 2014        |
| 7    | Chen Mao          | 29 janvier 2015 - 7 avril 2016 |
| 8    | Li Bing (intérim) | 7 avril 2016 - 4 mai 2017      |
| 9    | Gregorio Manzano  | 4 mai 2017 - 7 juin 2018       |
| 10   | Dan Petrescu      | 7 juin 2018 - 23 mars 2019     |

| Rang | Nom         | Période                            |
| ---- | ----------- | ---------------------------------- |
| 11   | Haitao Hao  | 9 avril 2019 - 19 juin 2019        |
| 12   | Chen Mao    | 19 juin 2019 - 26 novembre 2019    |
| 13   | Wang Xinxin | 26 novembre 2019 - 13 octobre 2020 |
| 14   | Chen Mao    | 13 octobre 2020 -                  |

### Anciens joueurs
- Carlo Costly
- Ibán Cuadrado
- Mazola
- Mason Trafford

## Écussons du club

Guizhou Zhicheng  (2005-2010)
Guizhou Zhicheng  (2011-2015)
Guizhou HFZC  (2016-2017)